# Babyn (Riwne)
Babyn (ukrainisch Бабин; russisch Бабин Babin, polnisch Babin) ist ein Dorf in der Westukraine mit etwa 2200 Einwohnern.
Die Ortschaft liegt etwa 10 Kilometer westlich der ehemaligen Rajonshauptstadt Hoschtscha und 21 Kilometer östlich der Oblasthauptstadt Riwne an der Autobahn M 06 nach Schytomyr.

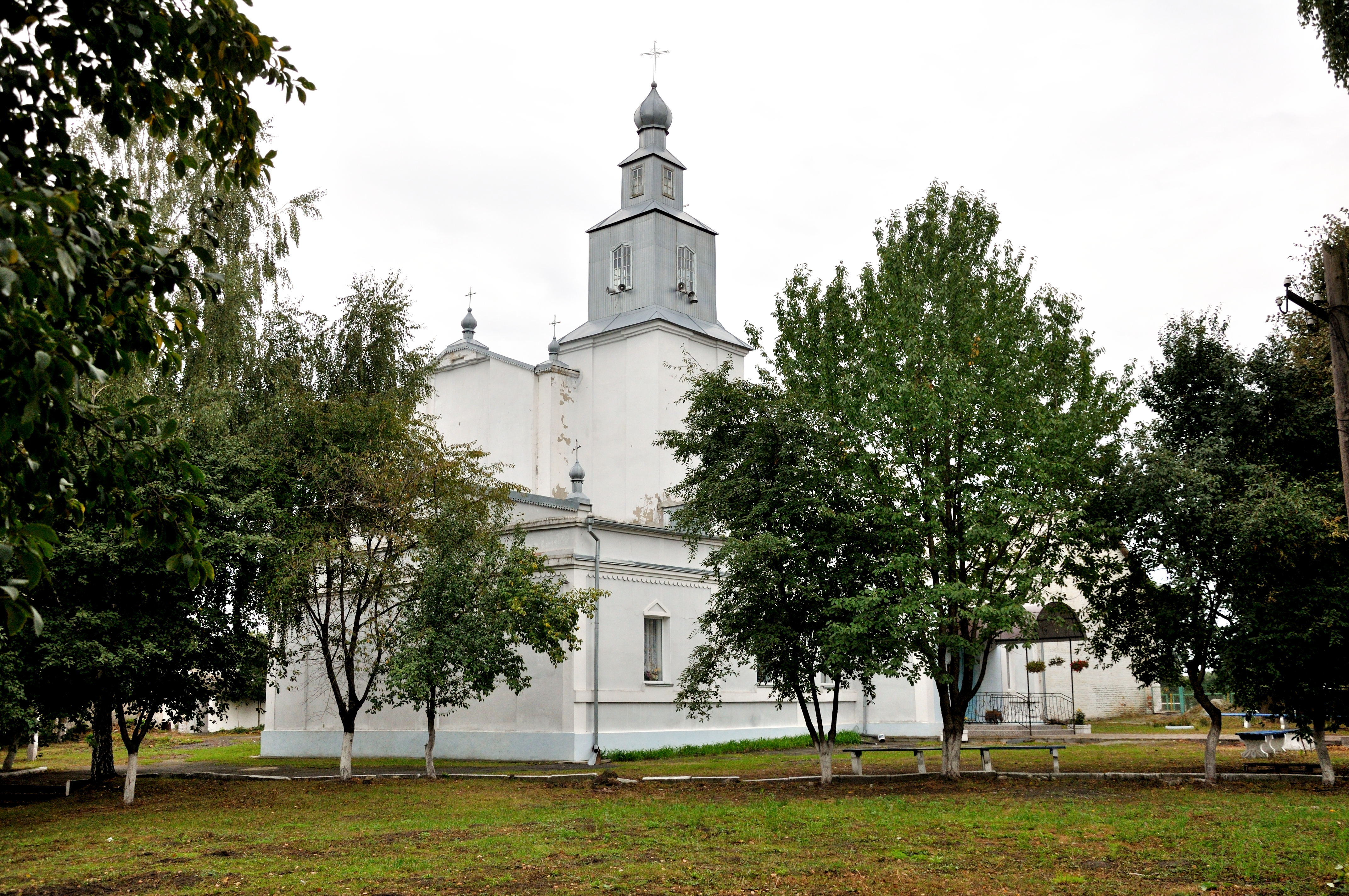
Kirche im Ort

## Geschichte
Der Ort wird 1545 zum ersten Mal schriftlich erwähnt und gehörte dann bis 1793 in der Woiwodschaft Wolhynien zur Adelsrepublik Polen-Litauen. Mit den Teilungen Polens fiel der Ort an das spätere Russische Reich und lag bis zum Ende des Ersten Weltkriegs im Gouvernement Wolhynien.
Nach dem Ersten Weltkrieg kam der Ort zu Polen (in die Woiwodschaft Wolhynien, Powiat Równe, Gmina Równe), im Zweiten Weltkrieg wurde er zwischen 1939 und 1941 von der Sowjetunion besetzt. Nach dem Überfall auf die Sowjetunion im Juni 1941 wurde er dann bis 1944 von Deutschland besetzt, dies gliederte den Ort in das Reichskommissariat Ukraine in den Generalbezirk Brest-Litowsk/Wolhynien-Podolien, Kreisgebiet Rowno.
Nach dem Krieg wurde der Ort der Sowjetunion zugeschlagen. Dort kam das Dorf zur Ukrainischen SSR und seit 1991 ist sie ein Teil der heutigen Ukraine.

## Verwaltungsgliederung
Am 12. August 2015 wurde das Dorf zum Zentrum der neugegründeten Landgemeinde Babyn (Бабинська сільська громада Babynska silska hromada). Zu dieser zählen noch die 3 Dörfer Dmytriwka, Pidlisky und Rjasnyky, bis dahin bildete es zusammen mit dem Dorf Pidlisky die Landratsgemeinde Babyn (Бабинська сільська рада/Babynska silska rada) im Westen des Rajons Hoschtscha.
Am 12. Juni 2020 kamen noch weitere 7 Dörfer zum Gemeindegebiet.
Am 17. Juli 2020 wurde der Ort ein Teil des Rajons Riwne.
Folgende Orte sind neben dem Hauptort Babyn Teil der Gemeinde:
| Name                     | Name       | Name                    | Name                         | Name |
| ukrainisch transkribiert | ukrainisch | russisch                | polnisch                     |      |
| ------------------------ | ---------- | ----------------------- | ---------------------------- | ---- |
| Dmytriwka                | Дмитрівка  | Дмитровка (Dmitrowka)   | Dmitrówka                    |      |
| Dorohobusch              | Дорогобуж  | Дорогобуж (Dorogobusch) | Drohobuż, Dorohobuż          |      |
| Horbakiw                 | Горбаків   | Горбаков (Gorbakow)     | Horbaków                     |      |
| Illin                    | Іллін      | Ильин (Iljin)           | Ilin                         |      |
| Mnyschyn                 | Мнишин     | Мнишин (Mnischin)       | Mniszyn                      |      |
| Pidlisky                 | Підліски   | Подлески (Podleski)     | Podlaski, Podleski, Podliski |      |
| Podoljany                | Подоляни   | Подоляны                | Podolany                     |      |
| Rjasnyky                 | Рясники    | Рясники (Rjasniki)      | Raśniki                      |      |
| Schkariw                 | Шкарів     | Шкаров (Schkarow)       | Szkarów                      |      |
| Tomachiw                 | Томахів    | Томахов (Tomachow)      | Tomachów, Tołmachów          |      |